# Gunnar Svärdson
Gunnar Svärdson, född 19 september 1914 i S:t Matteus församling i Stockholm, död 6 november 2004, var en svensk ichtyolog (fiskbiolog) och genetiker. Han disputerade 1945 vid Stockholms högskola och var 1963-1980 laboratoriechef vid Fiskeristyrelsens sötvattenslaboratorium på Lovön utanför Drottningholm. Han erhöll 1966 professors namn och invaldes 1975 i Vetenskapsakademien. Han var även år 1976 först med att dokumentera nedgången av europeisk ål i Östersjön. Han initierade och genomförde 1960 utplanteringen av den kräftpesttoleranta signalkräftan i svenska vatten; dess svenska namn gavs av honom.Även om han ägnade ett framgångsrikt arbetsliv fokuserat på fiskbiologisk forskning var han också en central person i framväxten av svensk ornitologi under 1930-1950-talen. Som ung fältornitolog besökte han 1937 och 1938 tillsammans med Ulf Bergström Ölands södra udde för att undersöka om man där kunde fånga flyttfåglar för ringmärkning. Detta blev starten på en omvälvande tid där Svärdson tillsammans med andra ornitologer som Sigfrid Durango, Ragnar Edberg, Carl Edelstam med flera bidrog till att Sveriges ornitologiska förening bildades som en utbrytning från Svenska Naturskyddsföreningens fågelsektion 1945. En bidragande orsak till brytningen var att man ville starta Ottenby fågelstation vid Ölands södra udde, vilken invigdes redan sommaren 1946. Tillsammans med Sigfrid Durango utgav han 1950–51 de två banden om Fåglarna i serien Svenska djur, med förord av Frans G. Bengtsson.